# 尼索氨酯
尼索氨酯是一种含氮有机化合物，分子式C
13H
26N
2O
4，属于一种氨基甲酸酯，可用作鎮靜劑，从未上市销售。